# Herzenbergkapelle

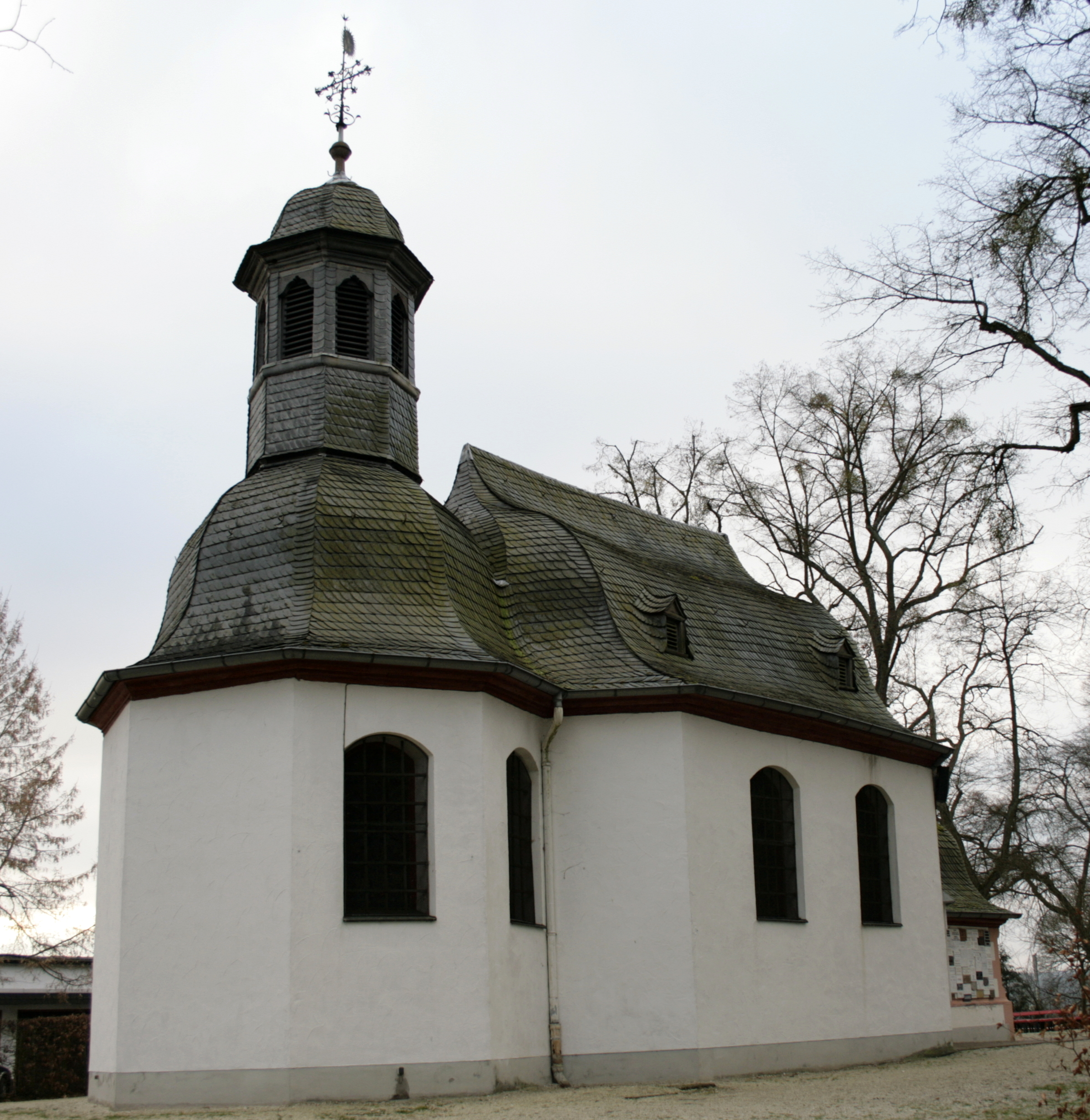
Außenansicht der Kapelle

Die Herzenbergkapelle ist eine Marien-Wallfahrtskapelle auf dem Herzenberg in der hessischen Kleinstadt Hadamar. Sie stellt einen bedeutenden Wallfahrtsort in der Volksfrömmigkeit der Region dar.

## Beschreibung

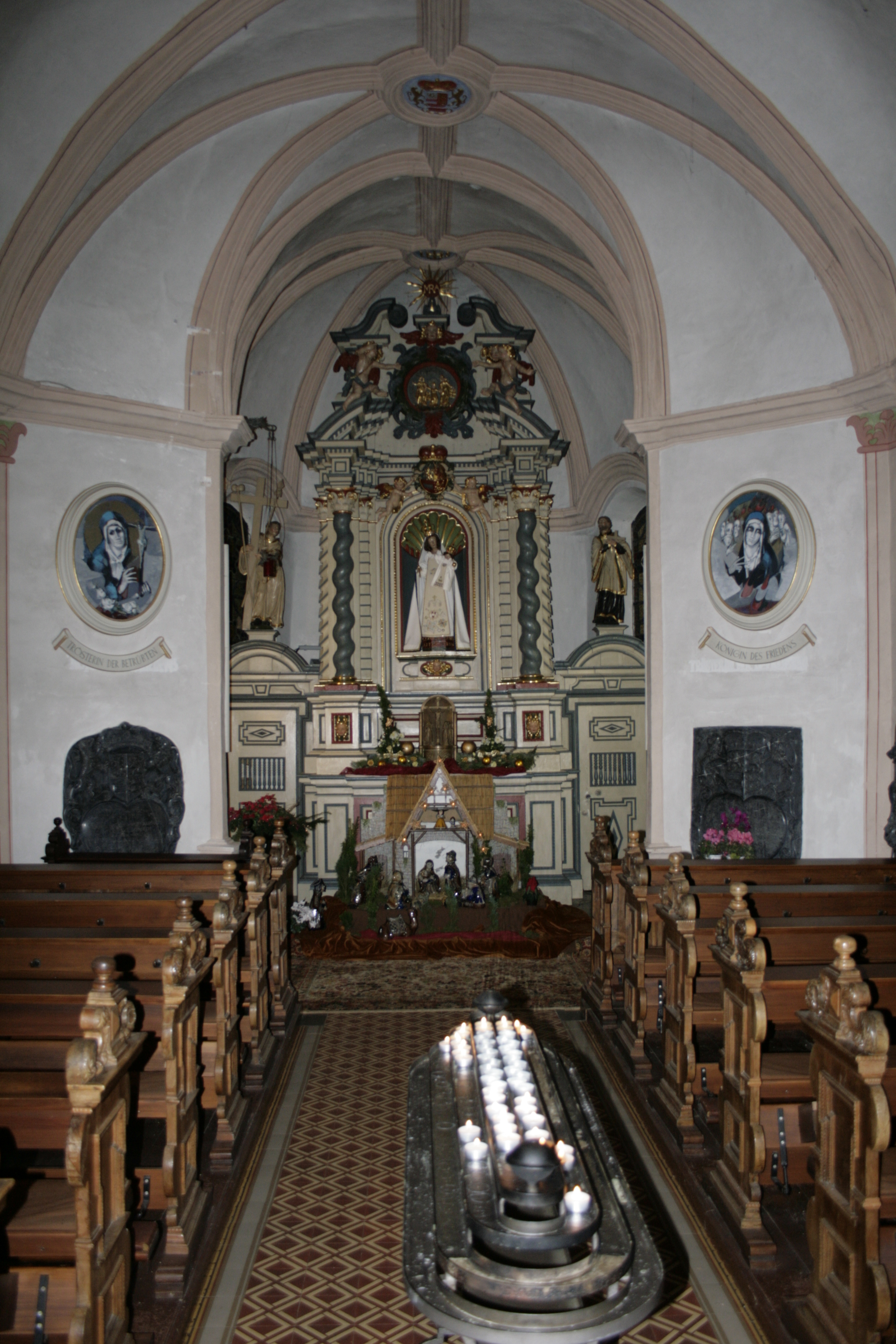
Innenraum der Kapelle vor der Restaurierung des Jahres 2016

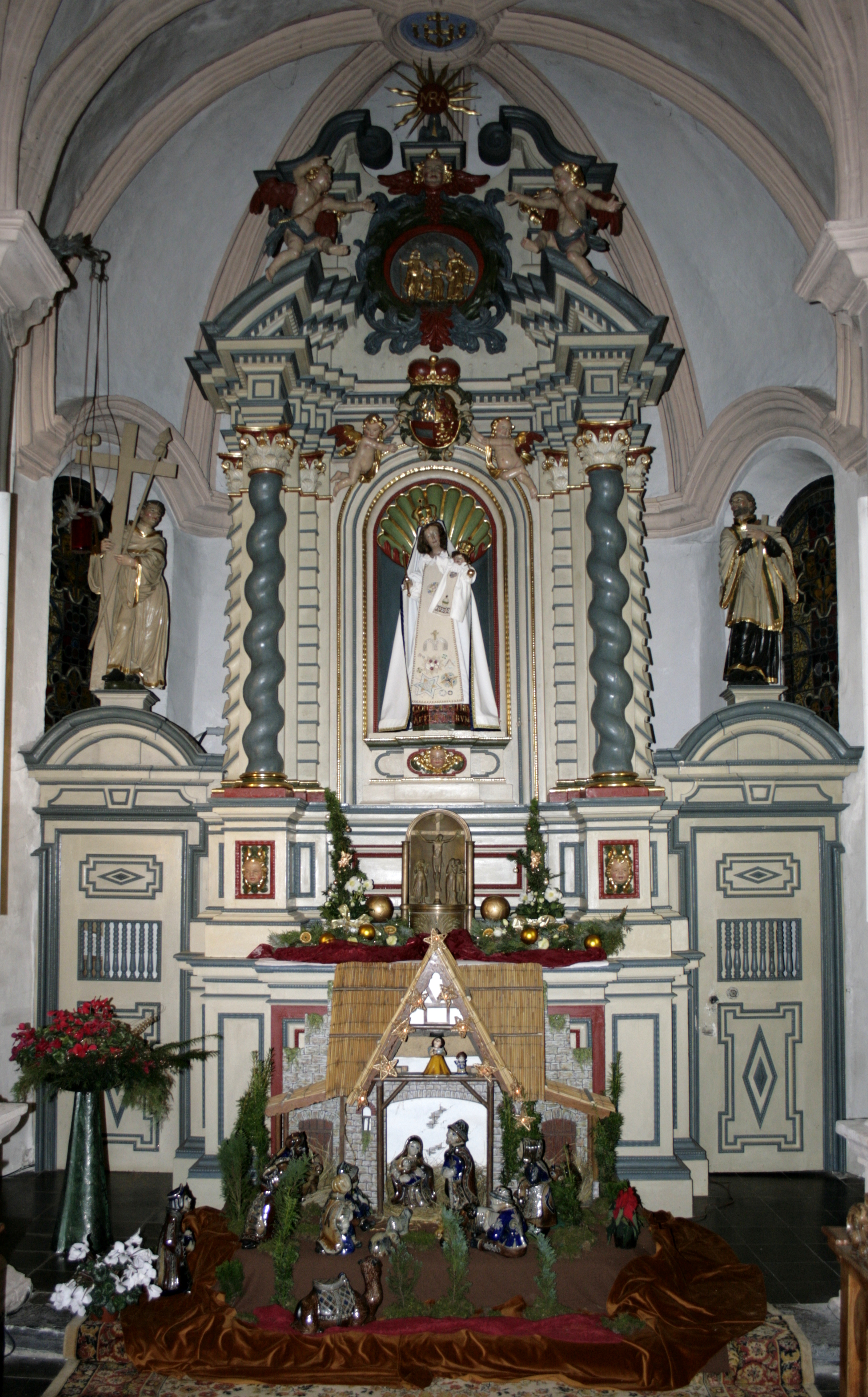
Hochaltar

### Lage
Der Herzenberg ist Teil eines Höhenzugs nördlich und östlich der Hadamarer Altstadt. Am Standort der Kapelle erreicht er etwas mehr als 200 Meter über dem Meeresspiegel. Im 19. und 20. Jahrhundert hat sich die Wohnbebauung bis unmittelbar an den Rand des Kapellenbezirks herangeschoben.

### Bauwerk
In der älteren Forschung wird der heutige Chor des Gebäudes als Überbleibsel der 1675 errichteten ersten Kapelle, eines nur rund 4,50 Meter durchmessenden, achteckigen Zentralbaus mit Dachkonstruktion aus Haube und Laterne, angesprochen. Demnach wurde das Bauwerk 1691 um ein Längsschiff mit Rippengewölbe erweitert, zu dessen Bedeckung das Haubendach ebenfalls in länglicher Form erweitert wurde. In der neueren Forschung wird allerdings auch die These vertreten, dass Chor und Längsschiff zusammen entstanden. Später kam eine kleine Vorhalle hinzu, die 1860 erneuert und mit einem geschweiften Dach versehen wurden, so dass die Kapelle ihre heutige Form erhielt.

### Innenausstattung
Die Innenausstattung wird von einem barocken Hochaltar aus dem Jahr 1693 dominiert, der als zentrales Verehrungsbild dieses Wallfahrtsorts eine mittelalterliche Holzfigur der Muttergottes mit Jesuskind enthält. Der Altar wird von Heiligenstatuen flankiert, die Bernhard von Clairvaux (zur Rechten der Gottesmutter) und Franz von Assisi (zu ihrer Linken) darstellen. Sie verweisen auf Prinzregent Franz Bernhard, der der entscheidende Förderer für die Errichtung der Kapelle war.
Untersuchungen aus dem Jahr 2015 ergaben, dass die Kapelle in ihrer Erstausstattung für ein Barockbauwerk ungewöhnlich gering ausgemalt war. Möglicherweise sollte dies das natürliche Lichtspiel durch die Fenster stärker zur Geltung bringen und so den Bezug vom Innen- zum Außenraum verstärken. Vier Epitaphe von 1736 in der Wand neben dem Altar verschließen die Beisetzungsstätten der Herzen vierer Mitglieder von nassauischen Fürstenhäusern. Sie bestehen aus dem regionalen schwarzen Schupbacher Lahnmarmor. Es handelt sich dabei um eines der in Europa am weitesten nördlich gelegenen Beispiele für eine Herzbestattung.
Kirchenbänke für rund 50 Gottesdienstbesucher, deren Bankwangen zur Bauzeit oder kurz danach geschnitzt wurden, vervollständigen die Anlage. An den Wänden des Vordach-Baus sind zahlreiche Votiv- und Danktafeln angebracht, die mehrheitlich aus der Zeit des Zweiten Weltkriegs stammen, aber auch heute noch gelegentlich ergänzt werden. Die heutige Glocke stammt aus dem Jahr 1807.
Über dem Eingang der Kapelle befindet sich eine steinerne Tafel mit dem Wappen Nassau-Hadamars. Diese kann, ähnlich wie die Statuen der Namenspatrone am Hauptaltar, als Verweis auf die besondere Verbindung von Franz Bernhard zur Kapelle gelesen werden: Bei einer Familienstiftung wäre das Familienwappen üblich gewesen, Franz Bernhard führte aber in seiner Funktion als Regent das fürstliche Wappen.

### Außenanlage

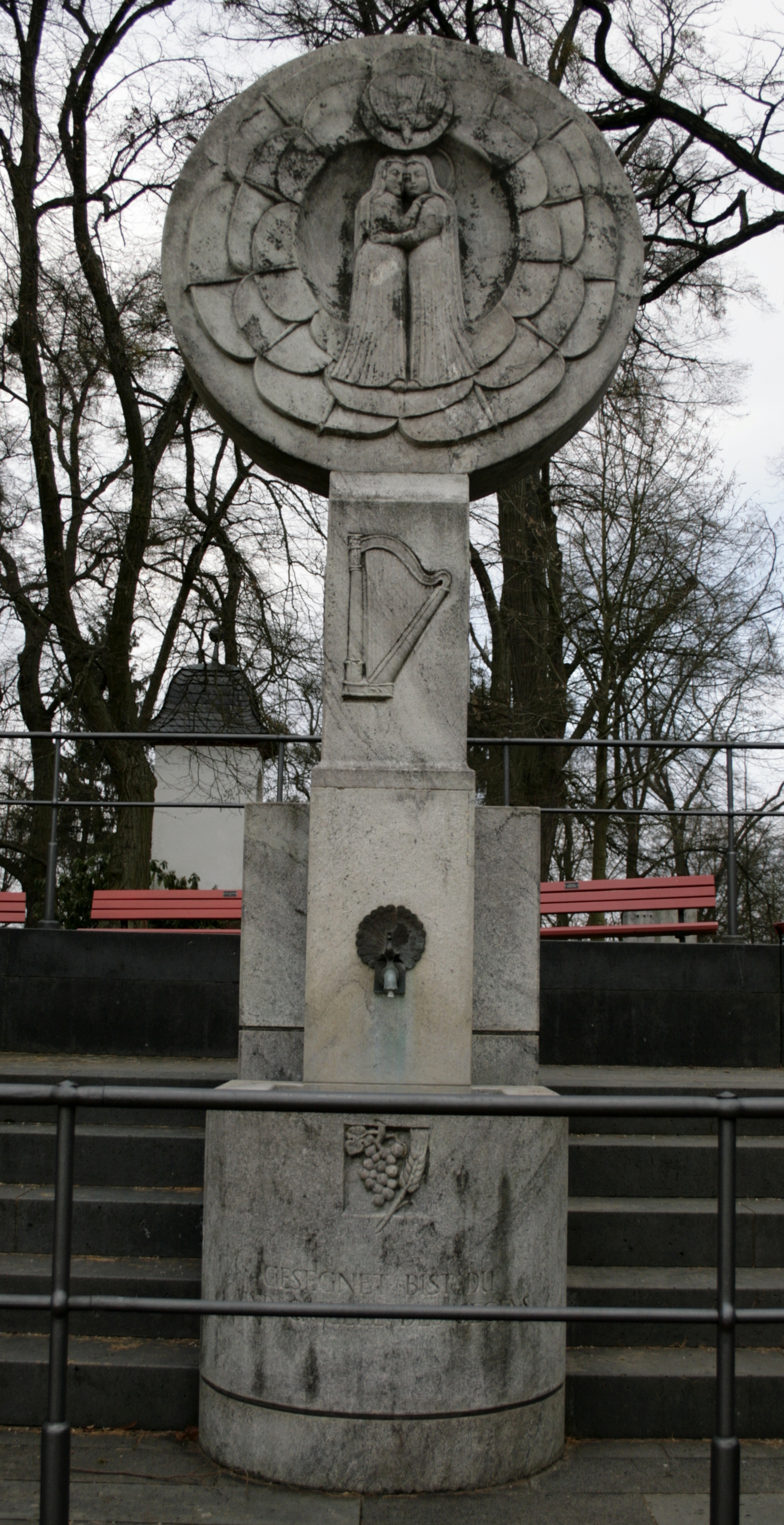
Brunnen, stadtzugewandte Seite

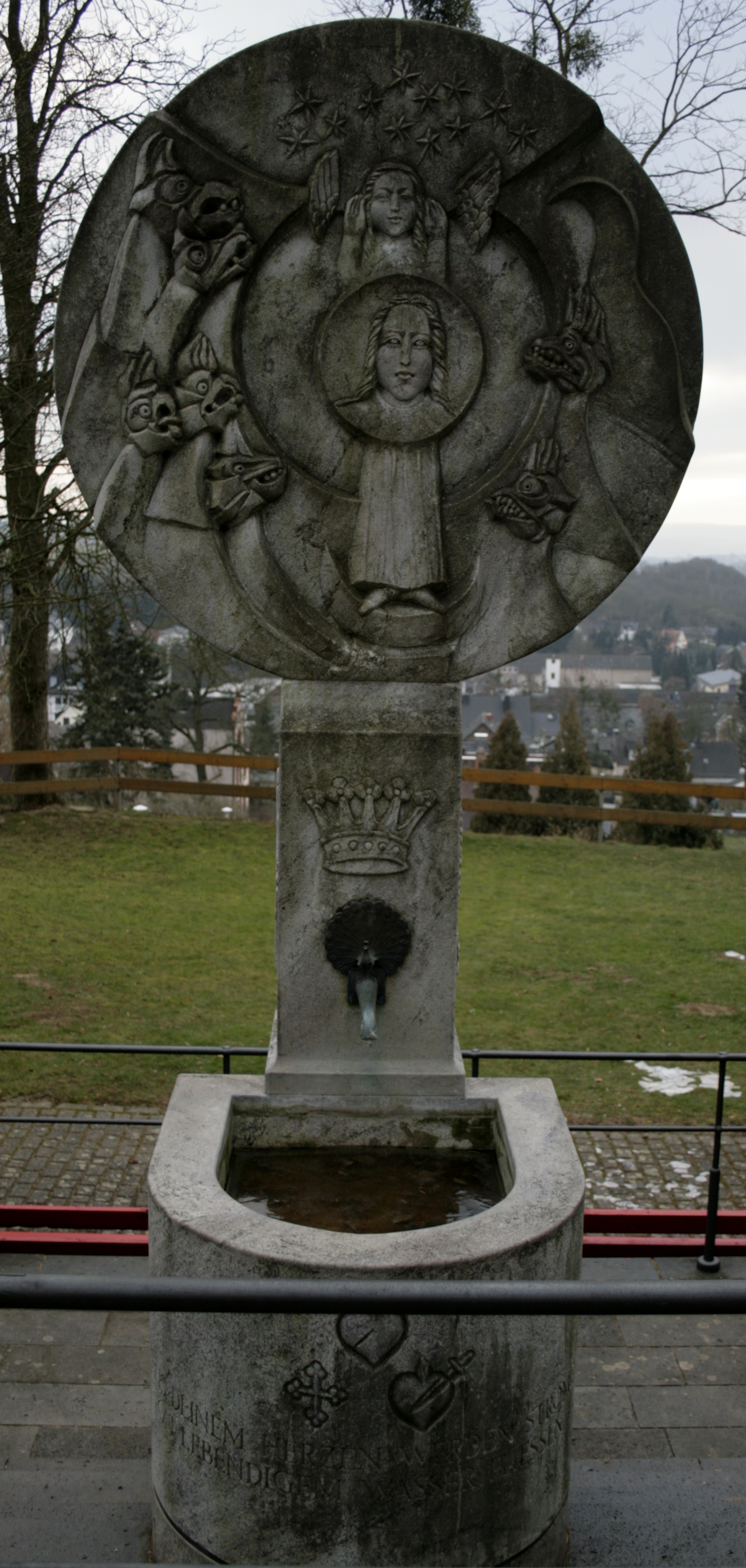
Brunnen, stadtabgewandte Seite

Eine Kreuzigungsdarstellung in einem Schrein rund 30 Meter gegenüber dem Kapellenausgang und ein Brunnen aus dem Jahr 1986 vervollständigen den Wallfahrtsbezirk. Auch der umgebende lichte Lindenhain auf dem Herzenbergplateau prägt die Gesamtwirkung. Diese Art der Anlage kann als Ausdruck der Verehrung Gottes in seiner Schöpfung und durch die Anschauung seiner Schöpfung verstanden werden, die im Barock besonders populär war.
Unmittelbar an die Kapelle grenzt ein öffentlich zugänglicher Schaugarten mit einer Vielzahl von verschiedenen Beeten mit rund 2000 Rosenstöcken und anderen Pflanzen an. Der Rosengarten wurde von 1996 bis 2013 angelegt und umfasst heute rund 3600 Quadratmeter. Aus der Stadt führt ein steiler Kreuzweg auf den Herzenberg, der 1697 erstmals angelegt und 1908 neu gestaltet wurde. Damals erhielt er linksseitig sieben neobarocke Bildstöcke aus Sandstein-Mauerwerk und mit Terrakotta-Reliefs. Der „neue Kreuzweg“ aus den 1950er Jahren führt über einen anderen Streckenverlauf auf den Herzenberg. Etwa zu dieser Zeit wurde auch der neue Friedhof angelegt, der sich östlich an den Wallfahrtsbezirk anschließt.
Auf dem ehemaligen Gelände eines früheren Hochbehälters zur Trinkwasserversorgung der Stadt wurde Anfang der 1980er Jahre ein Ziergarten eingerichtet. Auf dem Gartenareal neben der Einmündung des alten Kreuzwegs in das Kapellengelände befindet sich heute ein Pavillon, der an Sonntagen in der Sommerzeit als Ausflugslokal bewirtschaftet wird.

## Restaurierungsgeschichte
Die erste genauer fassbare Überarbeitung des Kapelleninneren erfolgte Ende des 19. Jahrhunderts. Damals wurde die ursprünglich kaum ausgemalte Kapelle mit großflächigen, bunten Wandmalereien versehen. Die ungefärbten, klaren Fenster aus der Bauzeit wurden durch neogotische Buntglasfenster ersetzt. Möglicherweise sollte die Kapelle auf diese Weise den damals populären Mariengrotten angenähert werden.
Bereits um 1950 herum wurde diese Farbfassung wieder durch eine hellere Wandgestaltung mit einzelnen aufgemalten Säulen und Wandbildern ersetzt, die Fenster aber belassen. Ebenfalls um diese Zeit herum erfolgte auch eine Farbrestaurierung des Hochaltars.
2013 wurde die Dacheindeckung vollständig sowie der Dachstuhl teilweise erneuert. 2015 begann ein weiterer Restaurierungsabschnitt, der sich mit dem Gebäudeinneren befasst und bis 2017 andauern soll. Im Herbst 2016 waren als wichtigste Veränderung dieser Baukampagne die Buntglasfenster bereits wieder durch klare Fenster ersetzt und ein weitgehend weißer Wandanstrich ohne die Malereien aus den 1950er Jahren hergestellt. Eine Bildtafel im unteren Bereich des Hochaltars wurde entfernt, um sie vor Beschädigung zu schützen. Die barocken Teile des Gestühls erhielten eine Aufarbeitung und die Bänke wurden so neu gruppiert, dass sie die fürstlichen Epitaphe weniger verdecken.

Kreuzwege zum Herzenberg
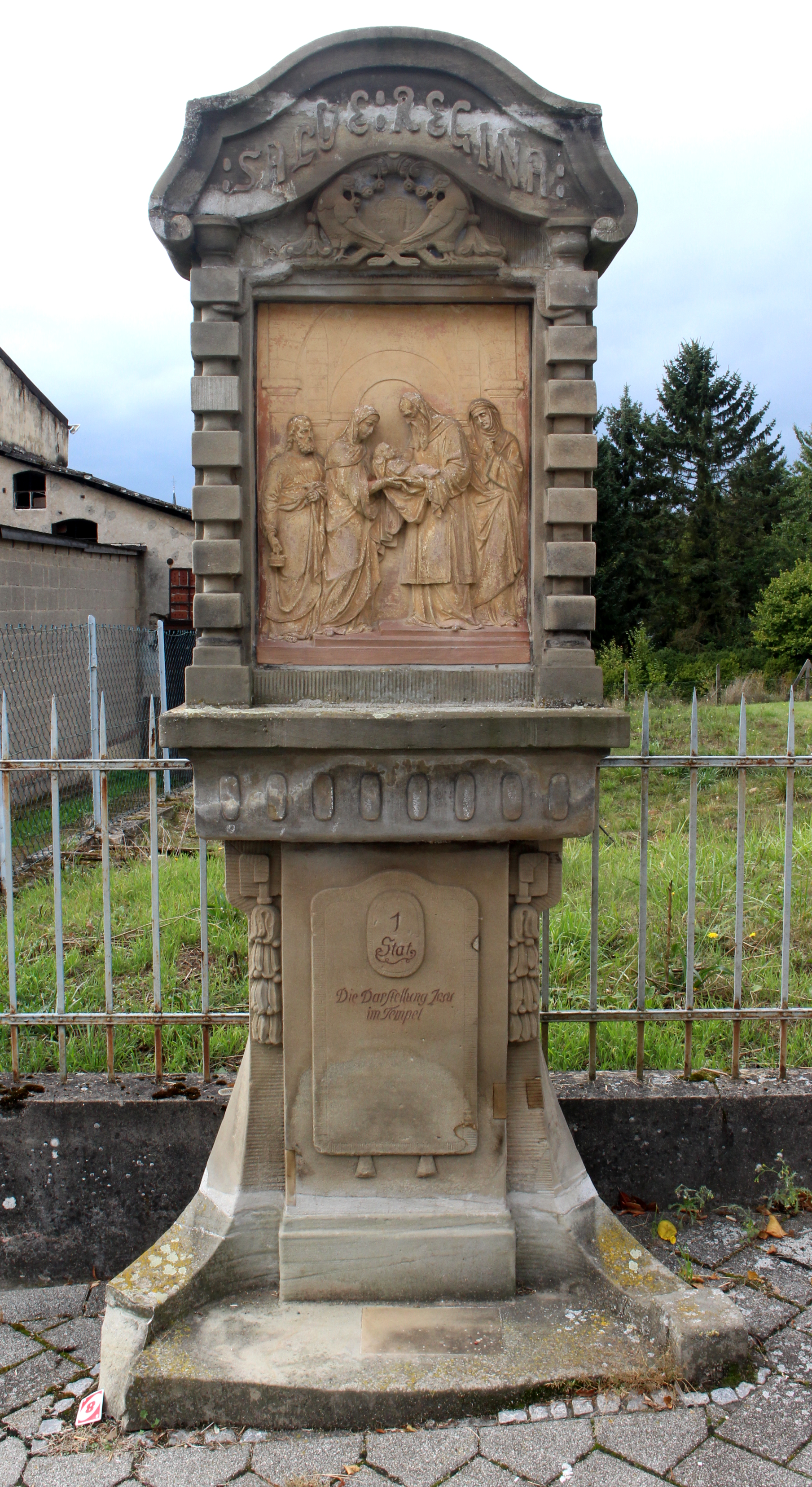
Alter Kreuzweg, Station 1
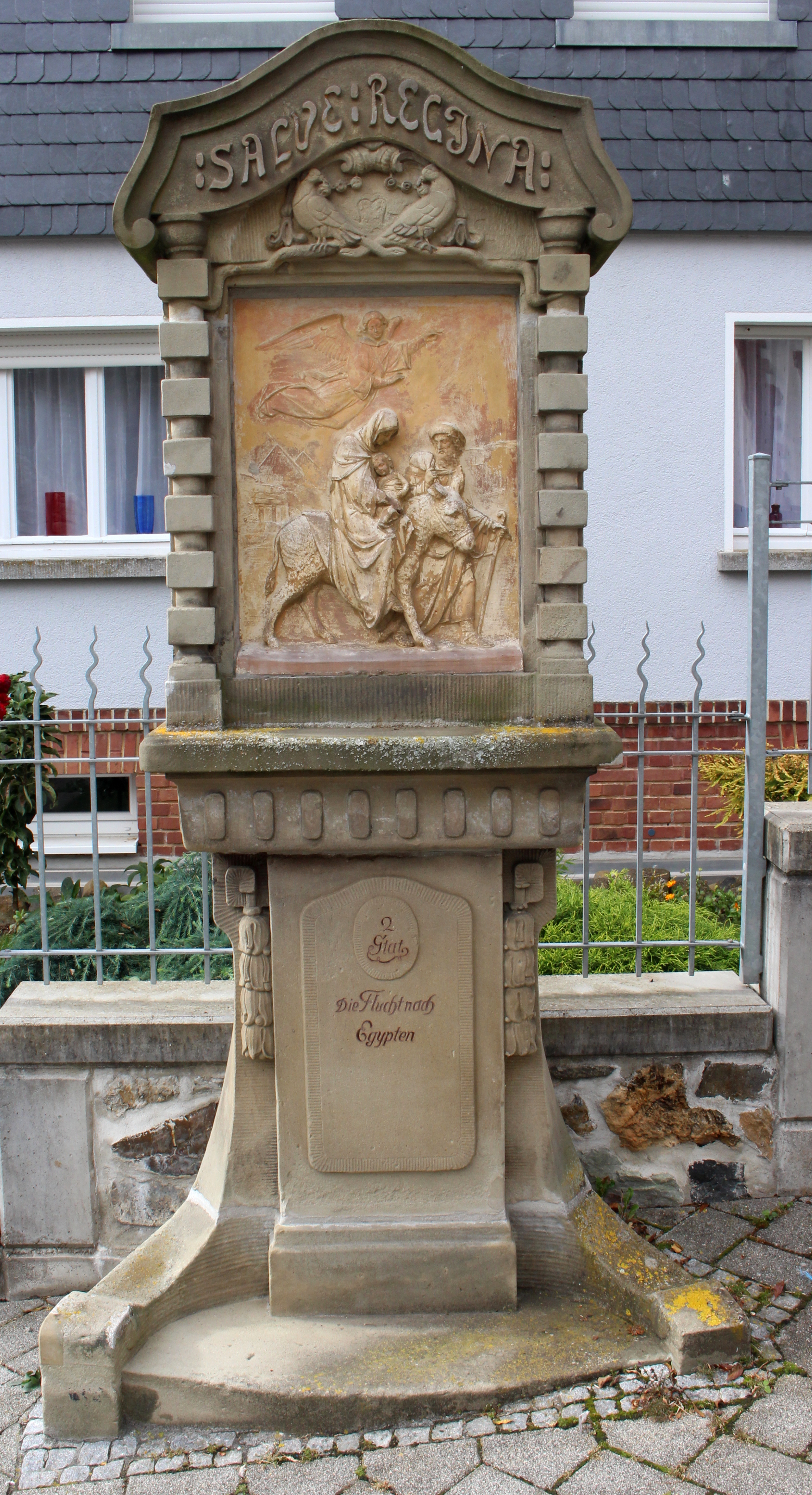
Alter Kreuzweg, Station 2
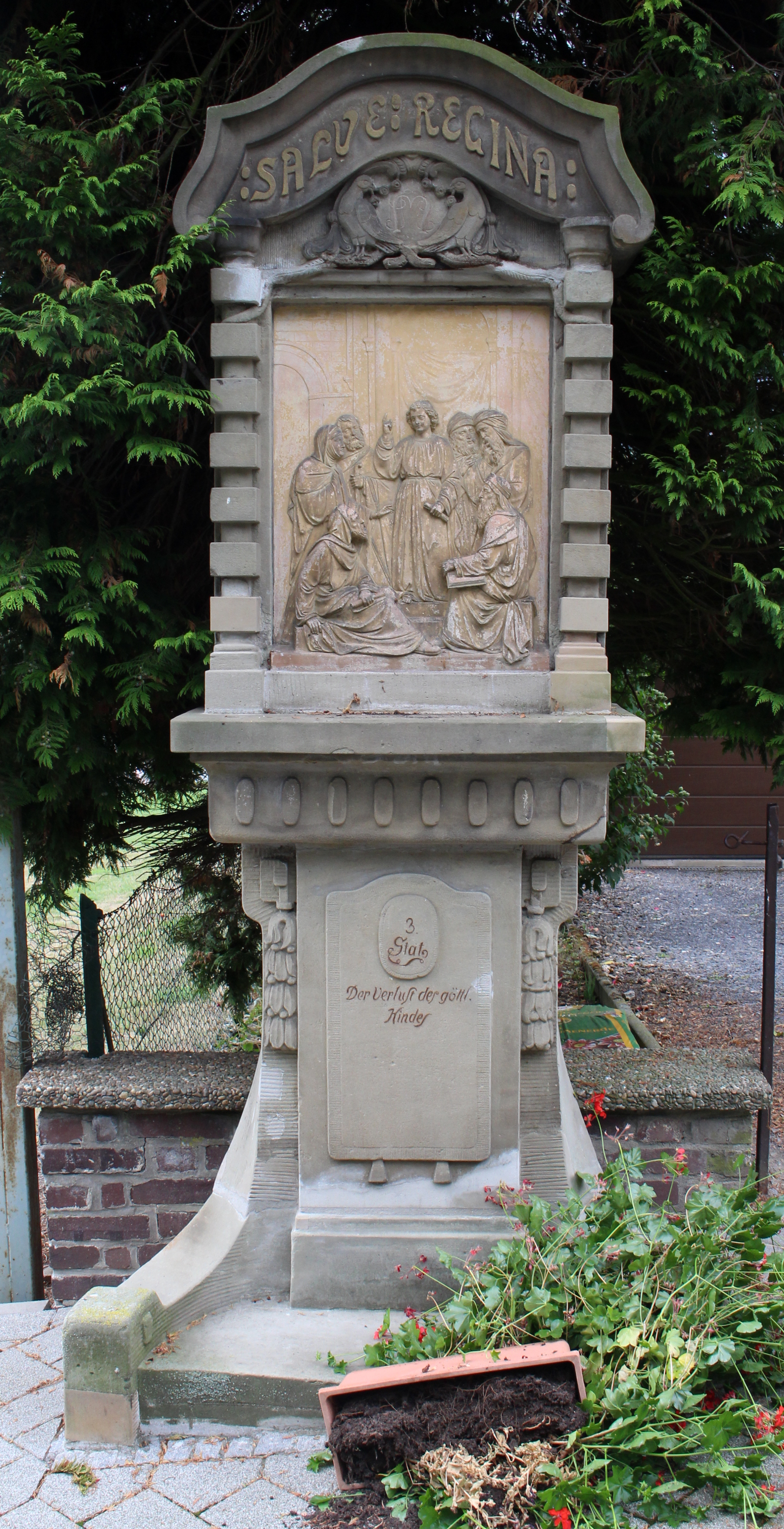
Alter Kreuzweg, Station 3
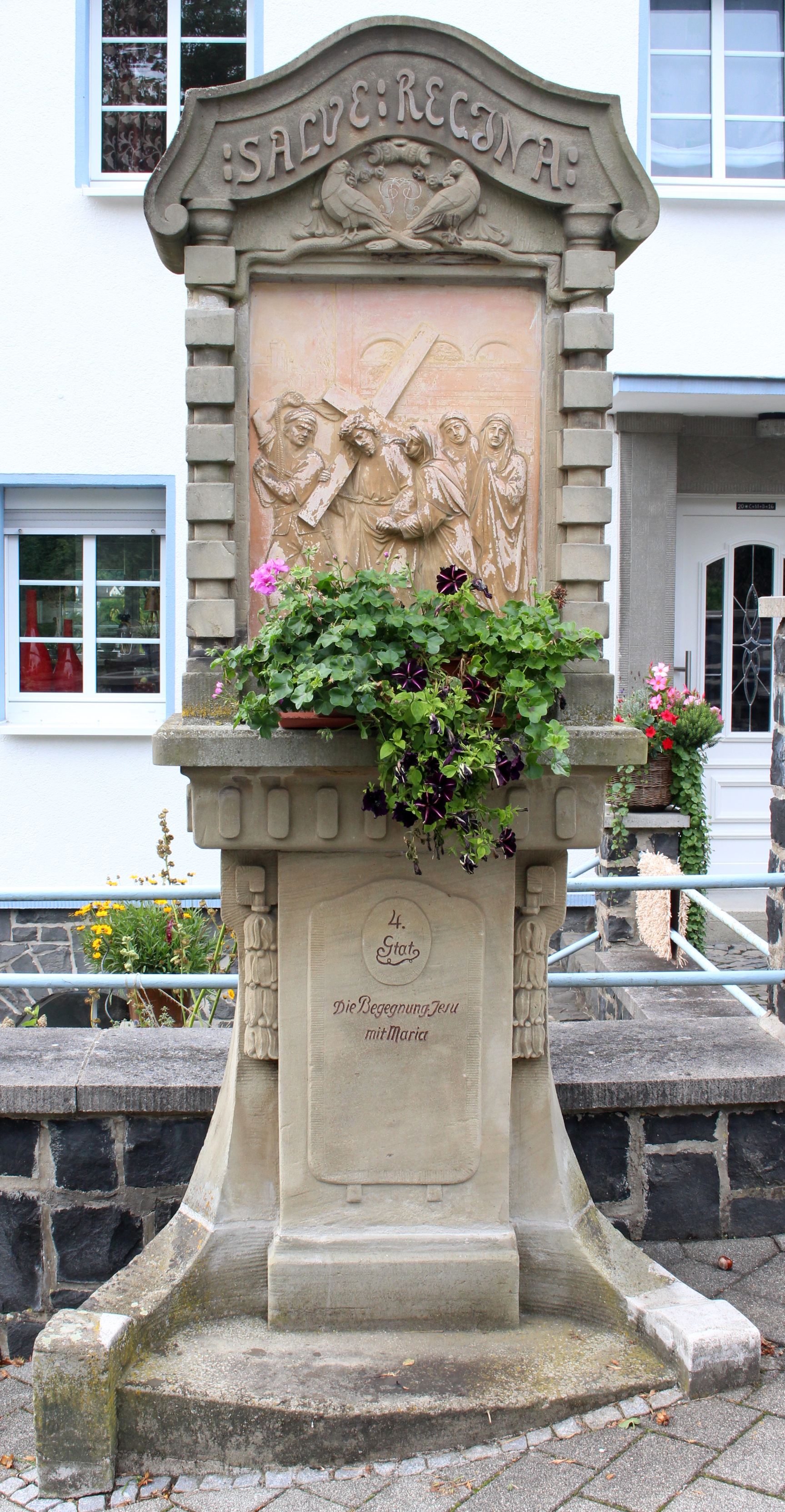
Alter Kreuzweg, Station 4
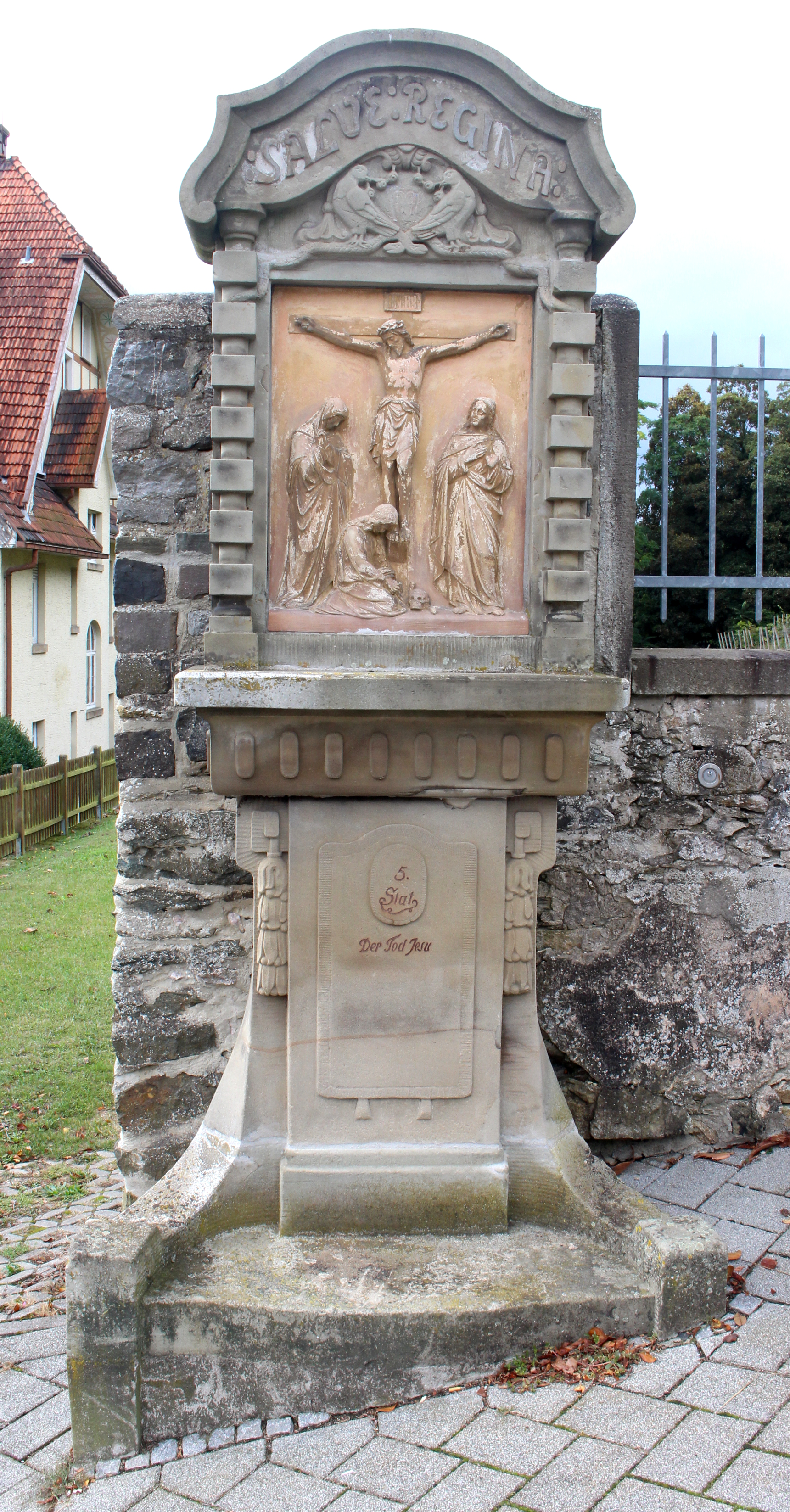
Alter Kreuzweg, Station 5
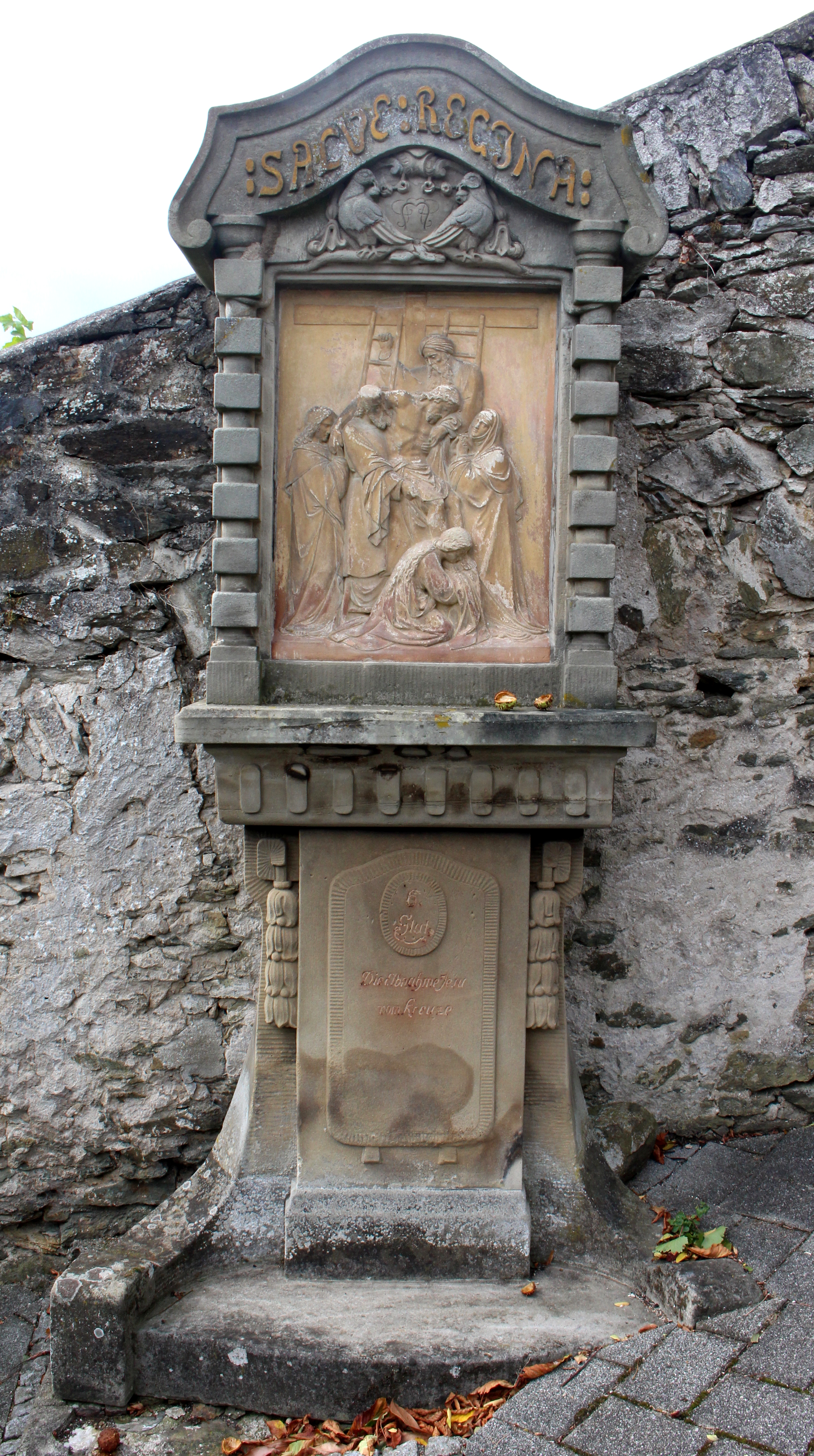
Alter Kreuzweg, Station 6
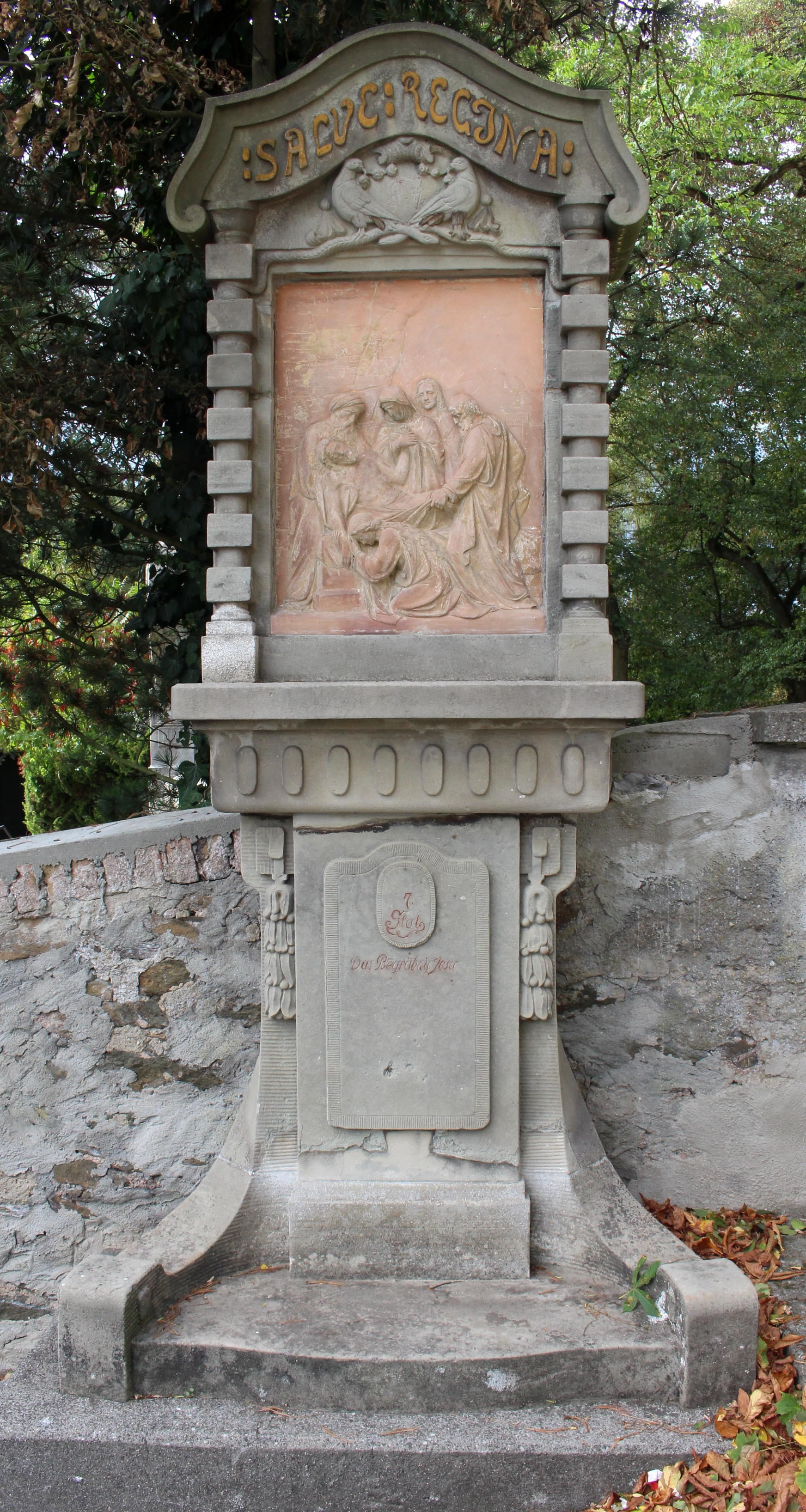
Alter Kreuzweg, Station 7
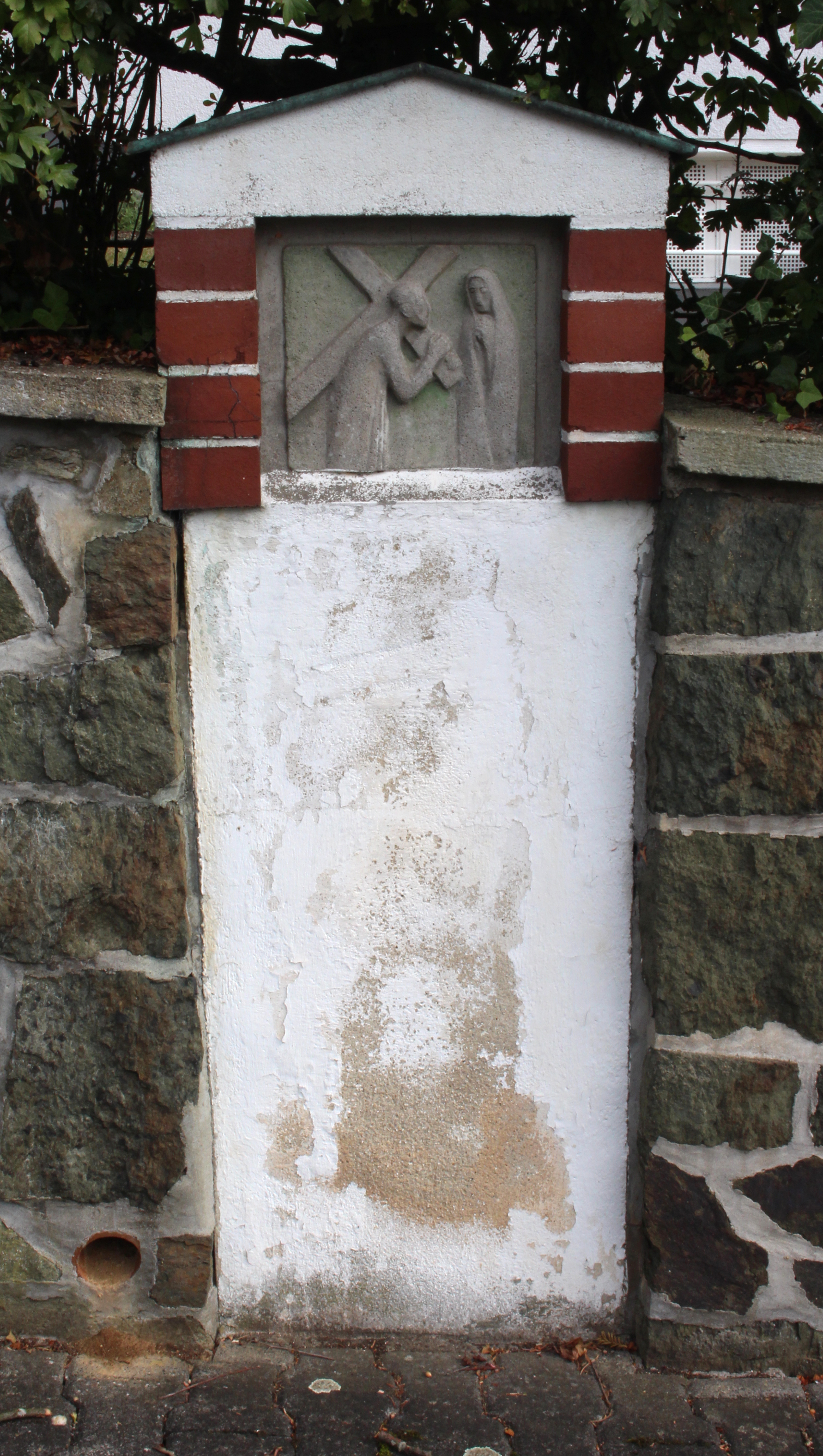
Station des neuen Kreuzwegs

## Geschichte
Ursprünglich war der Herzenberg unter dem Namen „Hirtzberg“ oder „Hirschberg“ bekannt. Dies ist möglicherweise auf ein dortiges Wildgehege des Grafen- und späteren Fürstenhauses Nassau-Hadamar zurückzuführen. Nachdem der Ort zur Herz-Begräbnisstätte der Hadamarer Fürsten wurde, bürgerte sich die heutige Bezeichnung ein.

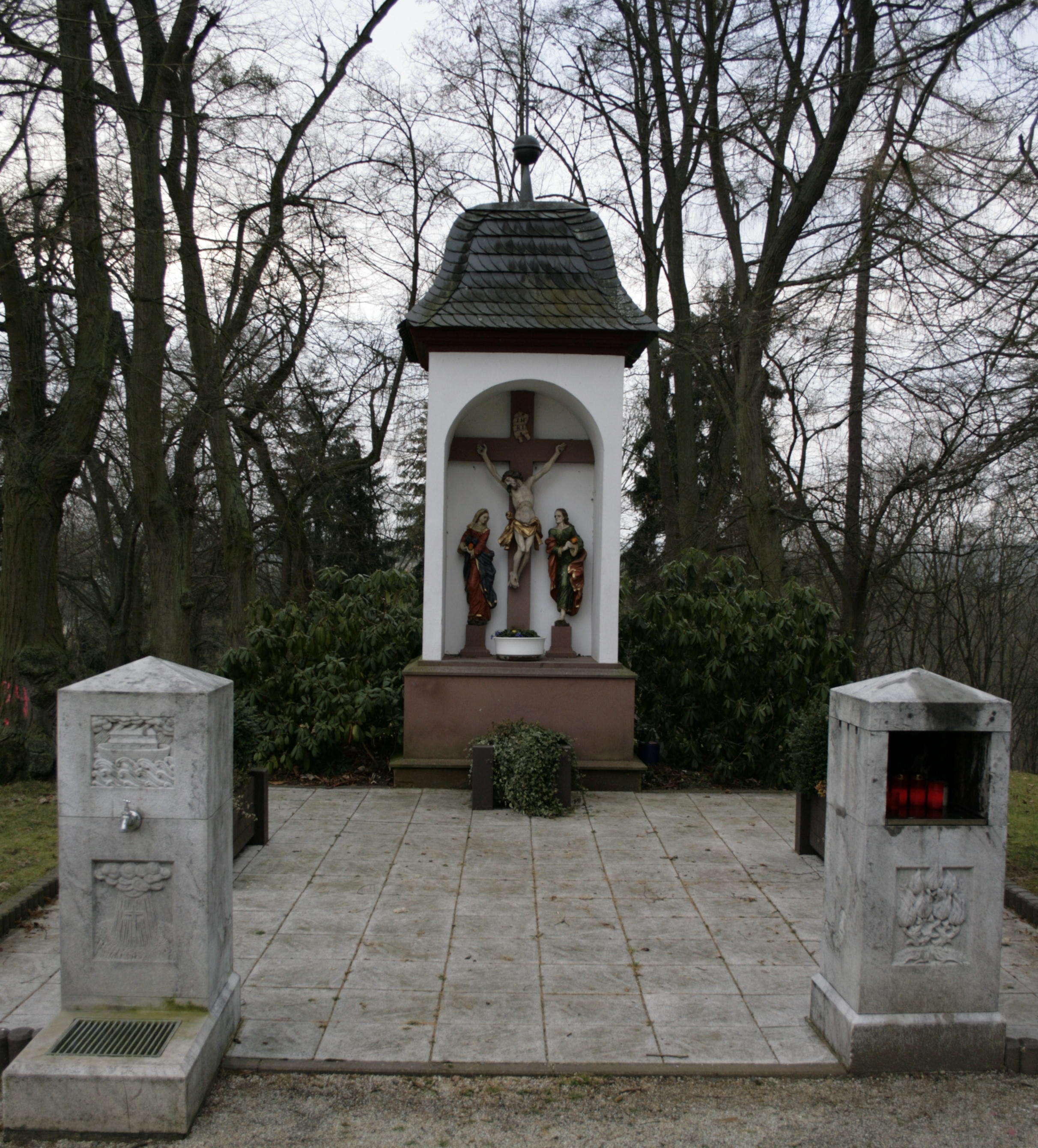
Kreuzigungsdarstellung gegenüber dem Eingang der Kapelle

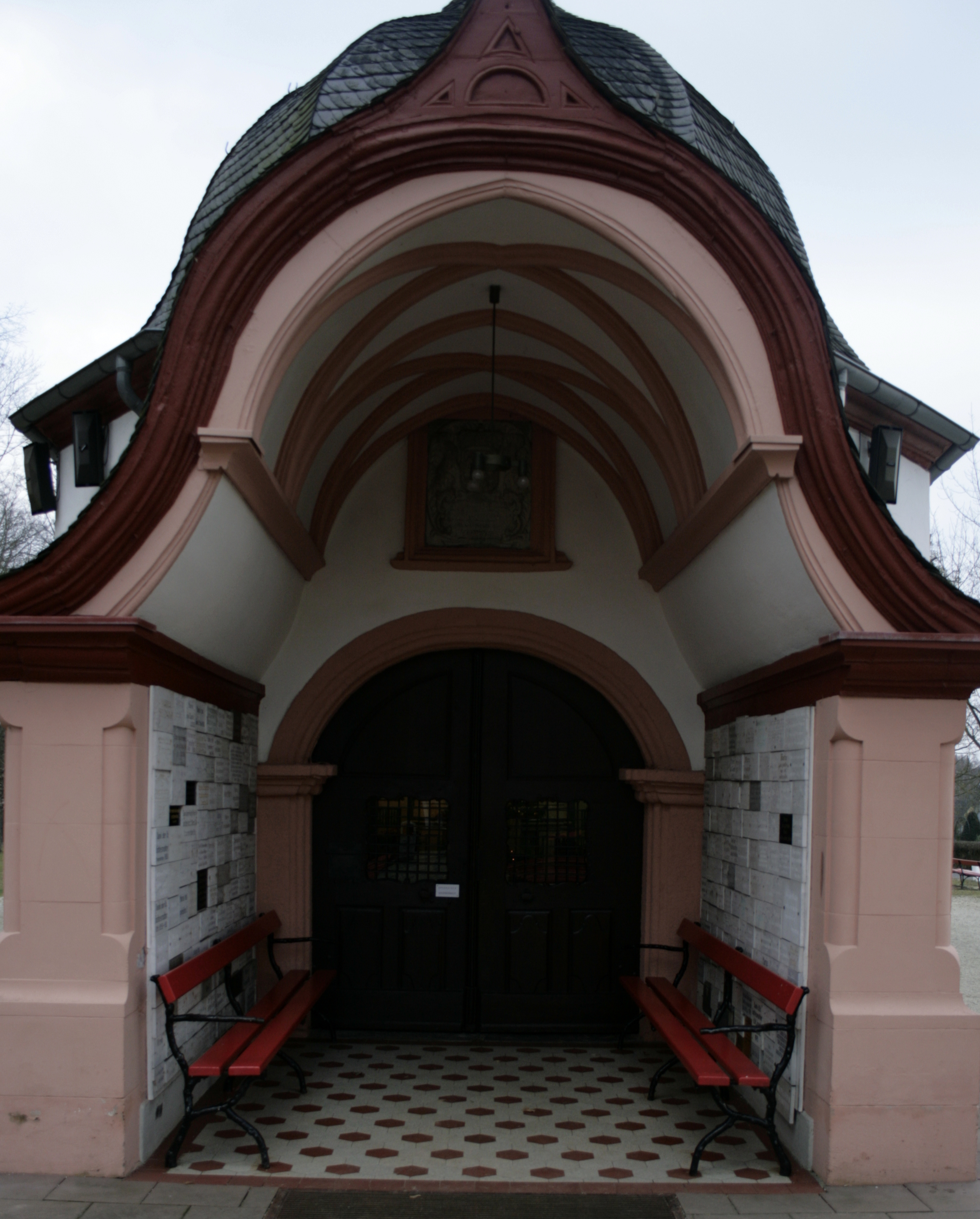
Eingang der Kapelle

Vor dem Bau der Kapelle nutzten die Schüler des 1652 gegründeten Jesuitenkollegs den Hirschberg als Spielplatz. 1675 erhielten die Jesuiten von den Bürgermeistern, dem Schöffen und dem Rat der Stadt ein Gelände auf dem Hirschberg geschenkt. Als besonderer Förderer des Kapellenbaus tat sich Pater Johannes Musset hervor. In den folgenden Jahren wurden zum Teil Jesuitenschüler für die Bauarbeiten eingesetzt. Die Jesuiten veranstalten Geld- und Baumaterialsammlungen, um den Bau zu ermöglichen. Nach 1675 wurde die erste Kapelle, wohl eher ein Bildstock, fertiggestellt.
1676 wurde aus einer Jesuitenniederlassung in Koblenz die Marienstatue überführt. Die Jesuiten hatten die Skulptur von den Zisterzienserinnen in Koblenz erworben. Möglicherweise handelt es sich dabei um das Standbild, das in der Reformation aus der Liebfrauenkirche, der ehemaligen Hadamarer Pfarrkirche, verschwand. Den ersten Altar der Herzenbergkapelle stiftete Anna Ludovica, die dritte Ehefrau von Fürst Moritz Heinrich von Nassau-Hadamar. Offenbar setzte schnell ein reger Wallfahrtsbetrieb ein, denn 1690 ließ Regent Franz Bernhard, selbst ein ehemaliger Schüler der Hadamarer Jesuiten, die Kapelle erweitern und den heutigen Hochaltar anfertigen, da der Platz in der Kapelle für die Nutzer nicht mehr ausreichte. Kirchenpolitisch besteht ein enger Bezug zu den beiden anderen Kapellenstiftungen des Fürstenhauses Nassau-Hadamar in unmittelbarer Nähe der Residenz. Durch ihre Ausstattung sowie den Errichtungsort deutlich zurückgesetzt erhielten die Franziskaner die Kreuzkapelle in Niederzeuzheim und die Allgemeinheit die Kapelle der 14 Nothelfer in Steinbach.
In der Kapelle sind die Herzen von Franz Bernhard von Nassau-Hadamar, † 1695, Franz Alexander von Nassau-Hadamar, † 1711, Franz Hugo von Nassau-Siegen, † 1736 und Wilhelm Hyacinth von Nassau-Siegen, † 1743, bestattet.
Bis ins 20. Jahrhundert hinein war die Herzenbergkapelle Ziel mehrerer jährlich wiederkehrender innerstädtischer Prozessionen und regionaler Wallfahrten. Dieser Wallfahrtsbetrieb ist inzwischen weitgehend erloschen.
Zahlreiche Legenden ranken sich um die Wallfahrtsstätte. So sind aus der Nacht vor der Grundsteinlegung Berichte von Leuchterscheinungen über der Baustelle überliefert. Zudem wird von zahlreichen überraschenden Gebetserhörungen berichtet.

## Heutige Nutzung
Neben mehreren kleineren Gottesdiensten zieht vor allem das Fest Mariä Himmelfahrt mit dem angeschlossenen Herzenbergfest eine große Zahl von Besuchern an. Offiziell dauert die Wallfahrtszeit auf dem Herzenberg jährlich vom 1. Mai bis Ende September. Der Verein „Freunde des Herzenbergs“ unterstützt heute die Kirchengemeinde bei der Pflege der Kapelle und ihrer Umgebung.

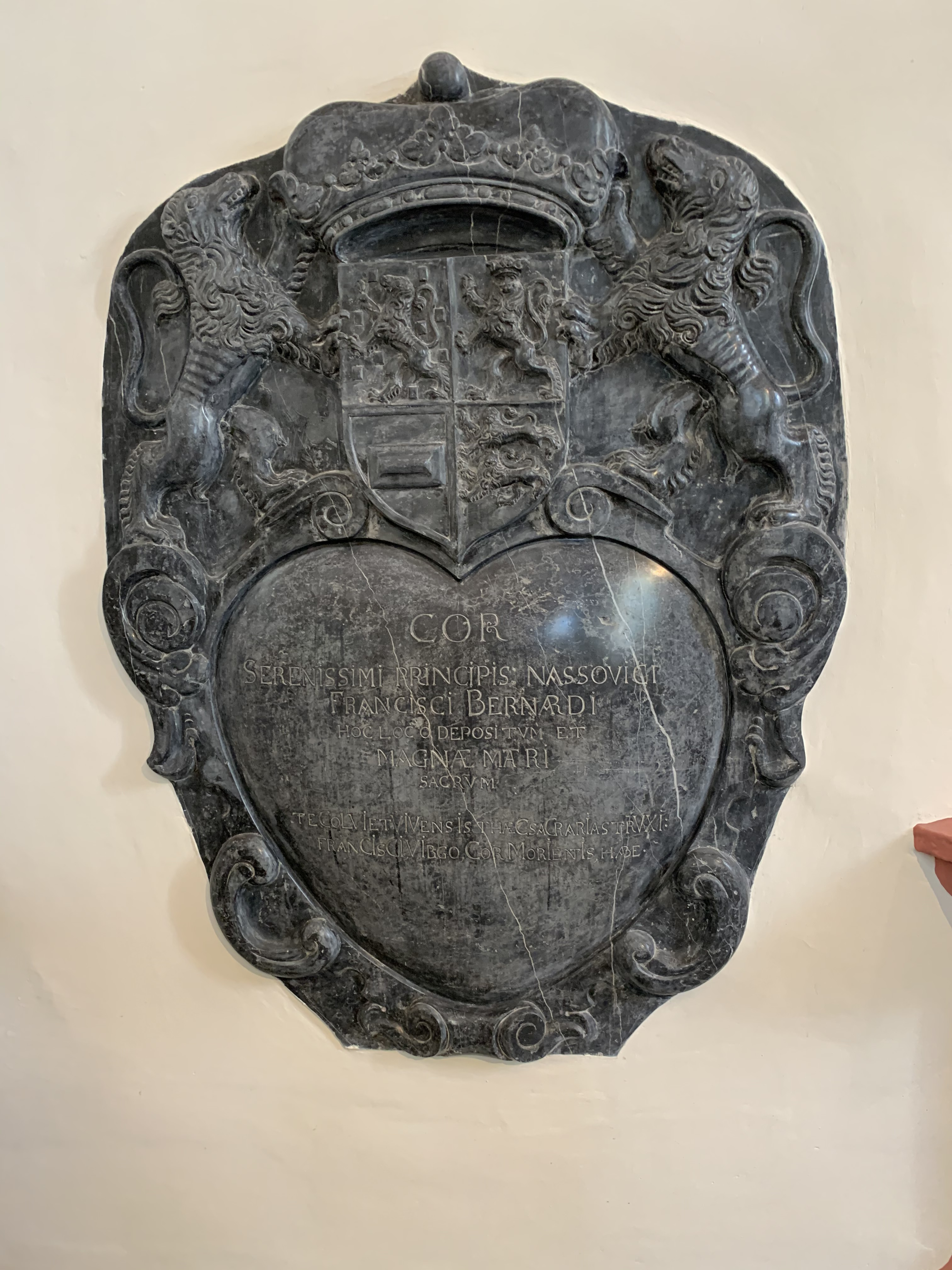
Herz-Epitaph von Franz Bernhard von Nassau-Hadamar
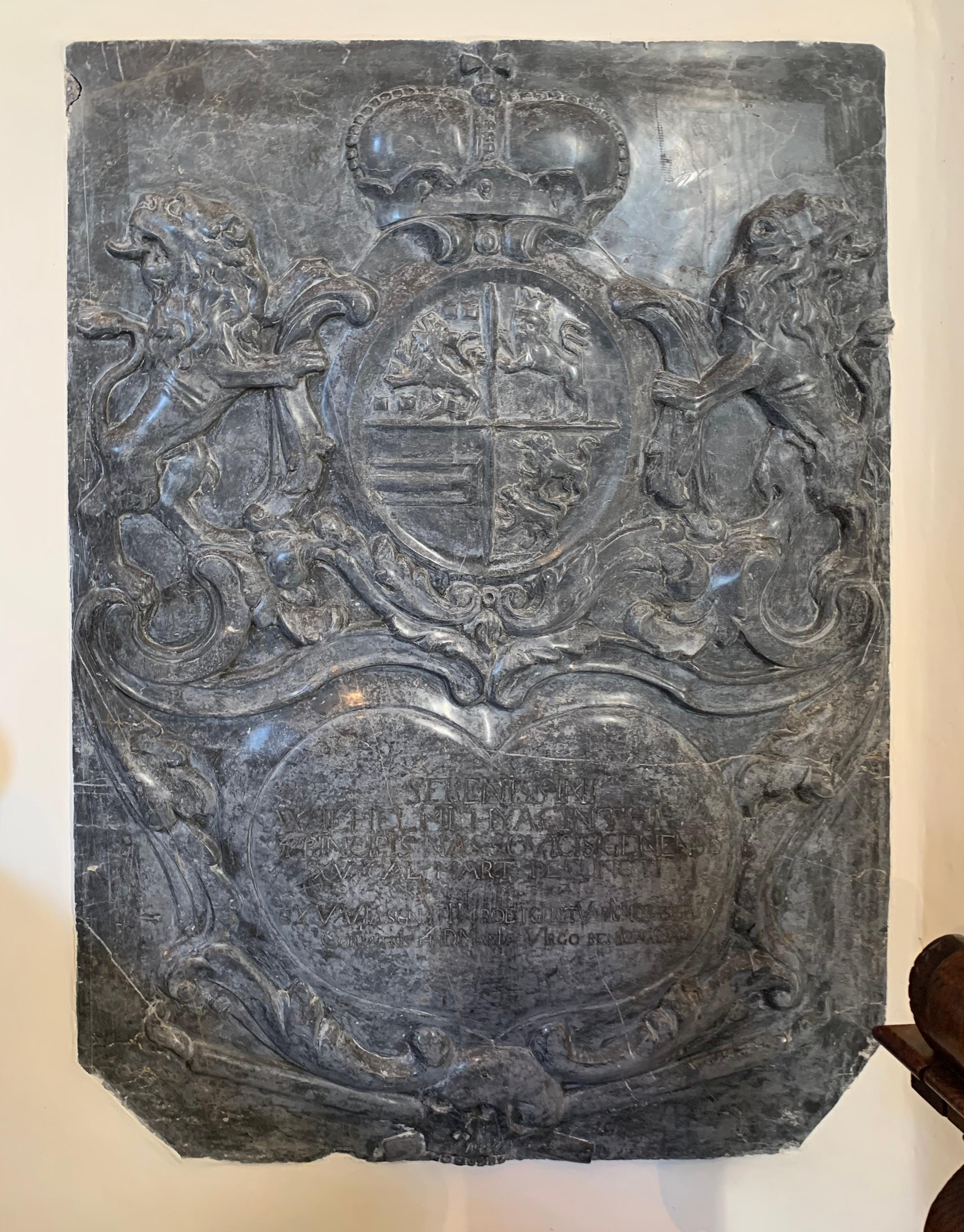
Herz-Epitaph von Wilhelm Hyacinth von Nassau-Siegen
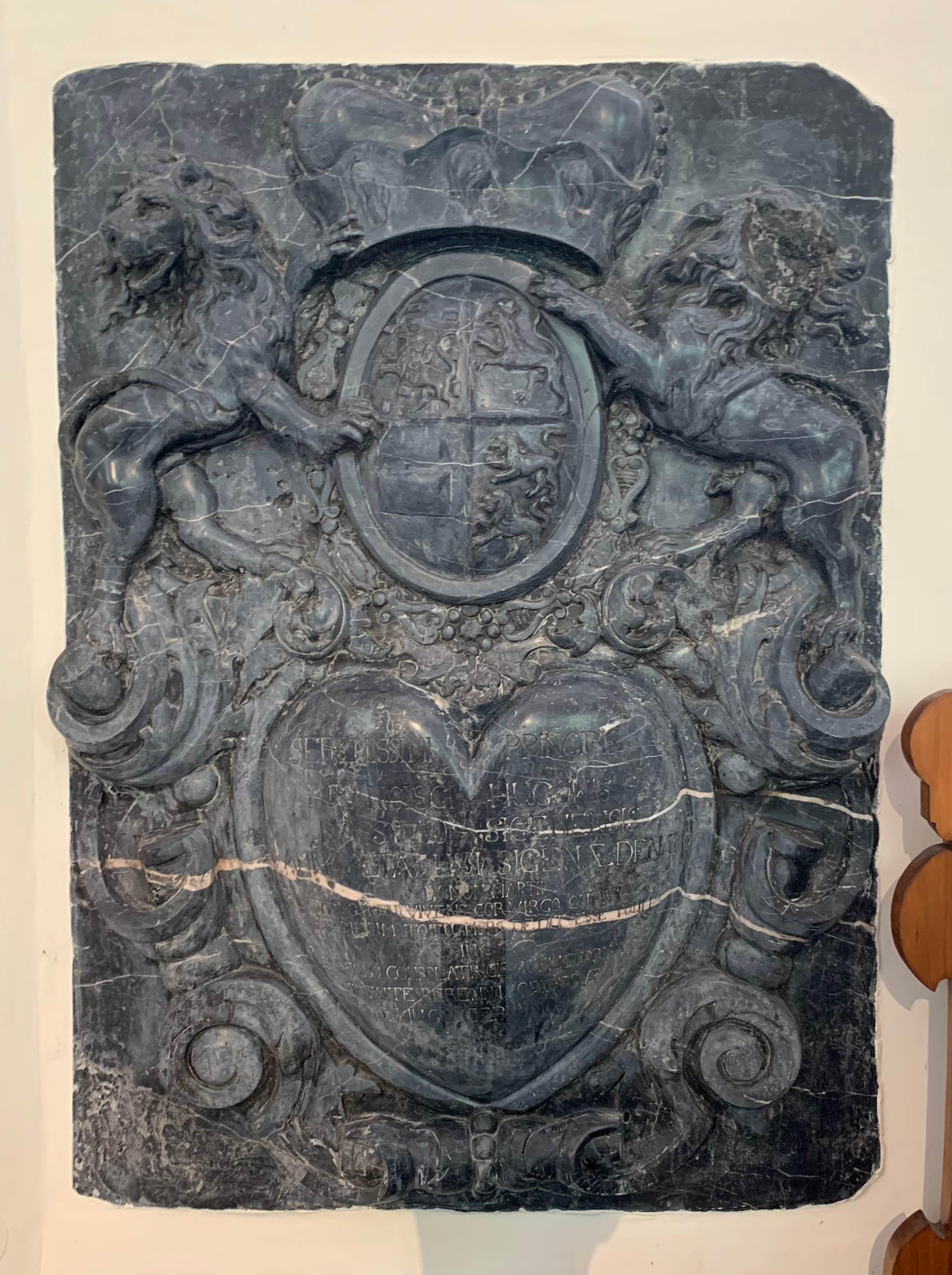
Herz-Epitaph von Franz Hugo von Nassau-Siegen
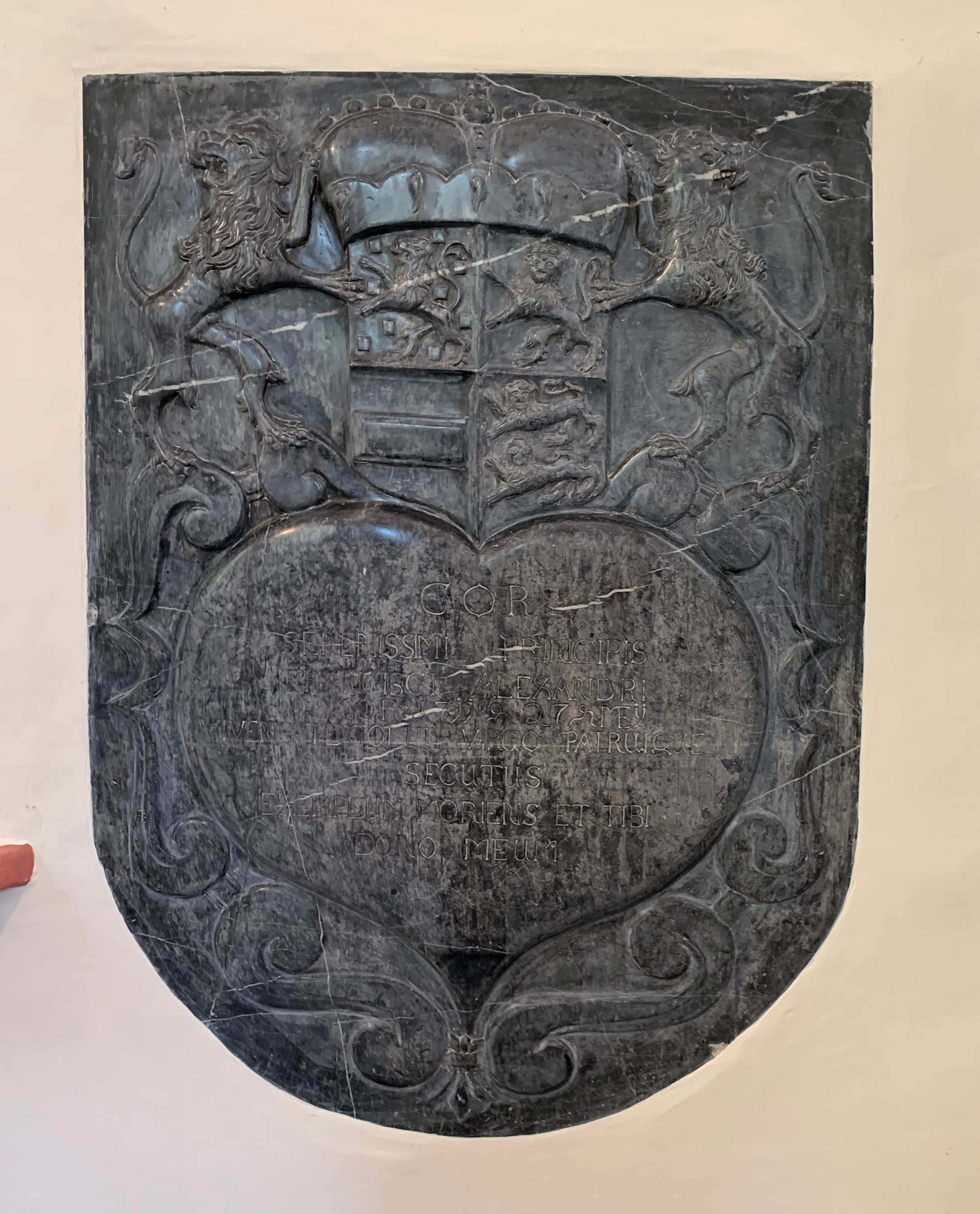
Herz-Epitaph von Franz Alexander von Nassau-Hadamar
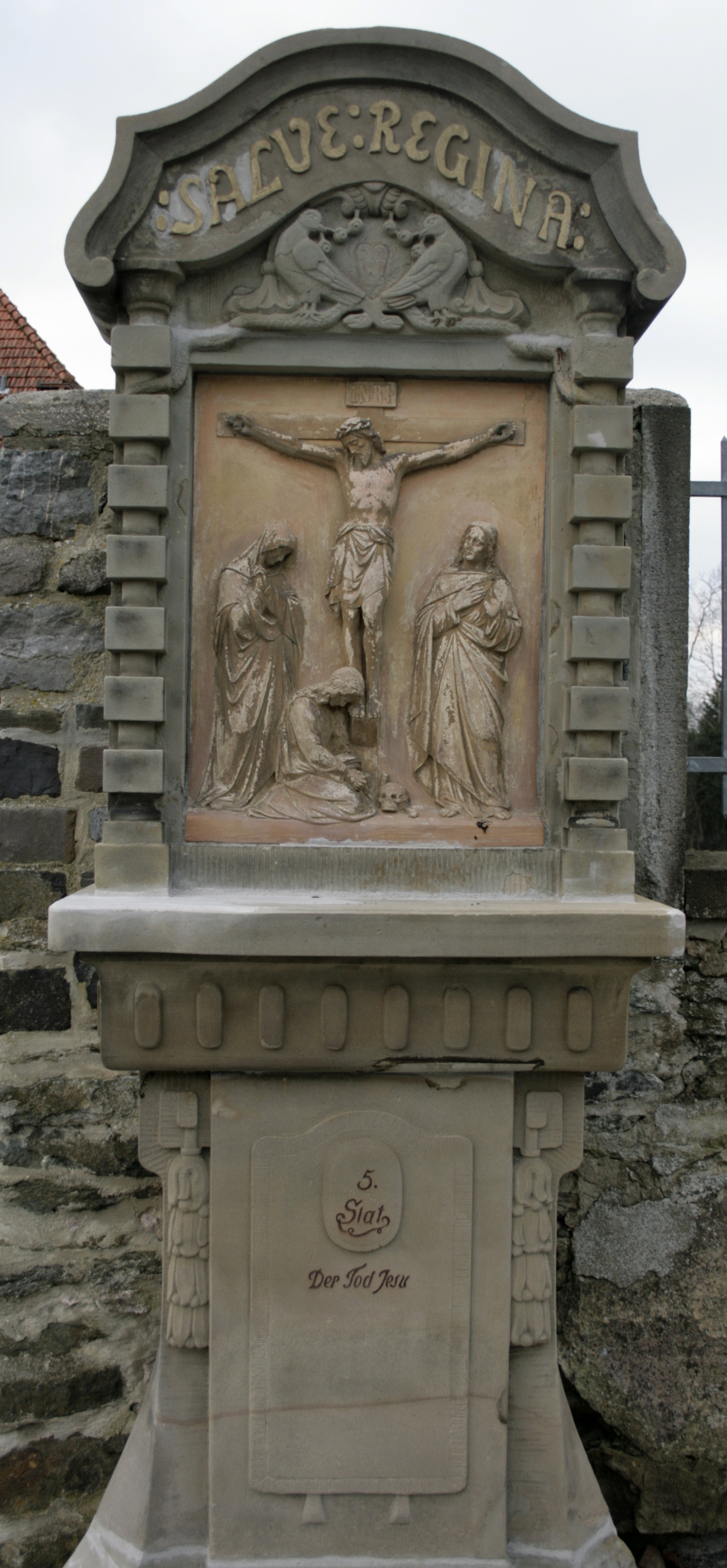
Station des Kreuzwegs von 1908
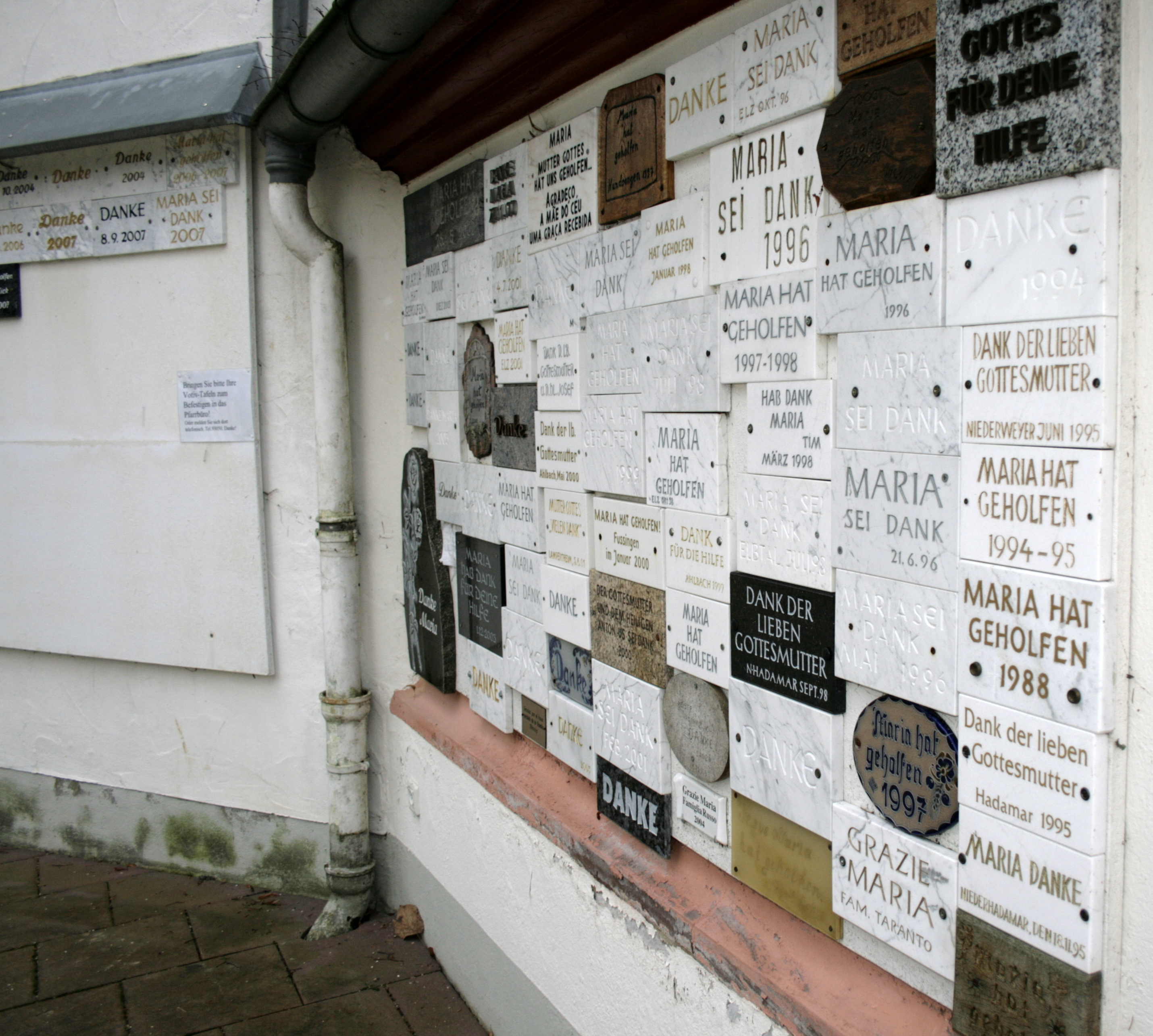
Votivtafeln am Kapelleneingang